# شعب بيل
شعب بيل (بالإنجليزية: Bhil people)‏ أو بيلز (بالإنجليزية: Bheels) مجموعة عرقية من متحدثي اللغات الهندوآرية من الهند الغربية. وهم يتحدثون لغات بيلي، التي تُعتبر مجموعة فرعية خاصة بالمنطقة الغربية من عائلة لغات الهندوآرية. في عام 2013، عُدَّ البيلز أكبر مجموعة قبلية في الهند.
صُنف شعب بيل تحت مسمى الشعوب الأصلية لولايات كجرات وماديا براديش وتشاتيسفار وماهاراشترا وراجستان - في مناطق ديكان الغربية ووسط الهند- بالإضافة إلى ترايبورا في أقصى شرق الهند، على الحدود مع بنغلاديش. يدخل شعب بيلز ضمن عدد من الانقسامات الإقليمية الداخلية، والتي بدورها تنقسم إلى عدد من العشائر والأنساب. يتحدث معظم البيلز اليوم بلغة المنطقة التي يقيمون فيها، مثل اللهجات المراثية والكجراتية والهندستانية.

## التاريخ
نظَّم البيلز الموجودون اليوم في ولاية كجرات تمردًا في عدة مناسبات خلال الحقبة الاستعمارية البريطانية، وخاصةً الثورات التي حدثت في 1846 و1857-58 و1868.
يقطن شعب بيل في مدن مثل دهار وجابا وخارغون وراتلام في ولاية وماديا براديش. ويعيش عدد كبير منهم في ولايات مجاورة مثل ماهاراشترا وكجرات وراجستان. وهم يُشكلون ثالث أكبر قبيلة في الهند؛ بعد قبيلتي غوندي وسنتال.

## الظروف الحالية
يُصَّنف شعب بيل على أنهم أفراد قبيلة مُجَدولة في ولايات أندرا برديش وتشاتيسغار وكجرات وكارناتاكا وماديا براديش وماهاراشترا وراجستان وترايبورا بموجب برنامج الحفظ الخاص بالحكومة الهندية للتمييز الإيجابي.

## اللغة
اللغة التي يتحدث بها عادةً شعب بيل على طول مناطق التوزيع الجغرافي هي لغة بيلي. تتألف من نحو 36 لهجة ولفظ تختلف عن بعضها حسب كل منطقة. تُعتبر هذه اللغة مبنية على اللغة الكجراتية، لكن لهجات بيلي تندمج تدريجيًا مع لغات أكثر انتشارًا مثل المراثية في الجنوب الشرقي والراجستانية في الشمال الغربي.
في كثير من الأحيان تكون تقديرات مجموع الأفراد الذين يتحدثون لغة معينة غير دقيقة بسبب أن المتحدثين بلغات فرعية مثل لغة بيلي قد تم نُظر لهم على أنهم يملكون لغات رئيسية (مثل المراثية أو الكجراتية) كلغتهم الأم.

## الثقافة
يمتلك شعب بيل تراث ثقافي غني ومتميز. إذ تُشتهر قبيلة بيلالي الفرعية بالرسم الجداري بيثورا. تُعتبر رقصة غومار من أشهر الرقصات الشعبية للقبيلة وهي تُعدّ رمزًا للأنوثة إذ تُشارك فيها الفتيات الصغيرات للإعلان بأنهن على الطريق ليُصبحن نساء.

### الفن
يتميز الفن لدى شعب بيل باستخدام نقاط متعددة الألوان لملء اللوحة. يُعدّ بوري باي أول فنان من نوعه يعتمد الطلاء باستخدام الألوان والأوراق المُستخدمة مُسبقًا. من بين الفنانين المعروفين الآخرين أيضًا: لادو باي وشير سينغ ورام سينغ ودوبو باريا.

### فن الطبخ
الأطعمة الرئيسية لدى شعب بيل الذرة والبصل والثوم والفلفل الذي يزرعونه في حقولهم الصغيرة. يقومون أيضًا بجني الفواكه والخضروات من الغابات المحلية. يستخدم القمح والأرز في وقت المهرجانات والمناسبات الخاصة فقط. يحملون معهم الأقواس والأسهم والسيوف والمديات والفؤوس المصنوعة محليًا كسلاح للدفاع عن النفس أثناء صيد الحيوانات البرية التي أيضًا تُشكل جزءًا رئيسيًا من حميتهم الغذائية. بالإضافة إلى ذلك، يستخدمون الكحول المقطر الذي يستخرجونه من زهرة ماهوا (مادوكا لونجيفاليا). في المناسبات الاحتفالية، يتم تحضير العديد من الأطباق الخاصة والغنية، مثل الذرة والقمح والشعير وشراب الشعير والأرز. يُعرف بأن شعب بيل غير نباتي.